# Anna Neistat
Anna Neistat es una experta en derechos humanos, rusa, líder y especialista en las áreas de conflicto. Es Directora Senior de Amnistía Internacional (Human Rights Watch Associate Director for Program and Emergencies).

## Trayectoria
Neistat tiene una maestría en Derechos Humanos y Acciones humanitarias (Human Rights and Humanitarian Action) por la Universidad de Harvard y un doctorado de la Academia Estatal de Leyes de Moscú.
Entre 2004 y 2010, antes de unirse a Amnistía Internacional, Neistat, trabajó como directora asociada del Programa de Human Rights Watch. trabajó como investigadora en Human Rights Watch, en donde Neistat fue directora asociada de Emergencias. Anteriormente, como directora de la oficina de Moscú de Human Rights Watch, Neistat trabajó sobre el conflicto en Chechenia y otros problemas de derechos humanos en la ex Unión Soviética, y actuó como portavoz de la organización en la región. Antes de unirse a Human Rights Watch, Neistat trabajó para "Eco de Moscú", emisora de radio líder en Rusia, y el Open Society Institute, entre 1997 y 2000.
En septiembre de 2019, Neistat fue despedida de Amnistía después del suicidio de Gaëtan Mootoo. Mootoo, quien era un investigador de África Occidental en la organización, se suicidó en mayo de 2018 en su oficina mientras Anna era su gerente. Junto con otros cuatro directores senior de Amnistía, Neistat recibió un generoso paquete de despidos, a pesar de las objeciones del sindicato británico que representa a los trabajadores de Amnistía.
Neistat ha realizado más de 60 investigaciones en las zonas de conflicto en todo el mundo, entre ellos Siria, Afganistán, Pakistán, China, Zimbabue, Nepal, Kenia, Yemen, Chechenia, Sri Lanka y Haití.

Los gobiernos no pueden matar a la gente y quedar impunes. Incluso los peores criminales saben con certeza que son punibles por la ley internacional.

## Vida personal
Está casada con Ole Solvang, con quien tiene dos hijos y viven en Paris.

## Obras
- The Curse of Gold: Democratic Republic of Congo (2005)
- They Burned My Heart (2012)